# Révolte d'Eureka
La rébellion d'Eureka est une rébellion de 1854, initiée par les mineurs d'or de Ballarat, dans l'État de Victoria, en Australie, qui se sont révoltés contre l'autorité coloniale du Royaume-Uni.  
Elle a culminé dans la bataille d'Eureka (Eureka Stockade) qui a eu lieu entre les mineurs et les forces coloniales australiennes le 3 décembre 1854 à Eureka Lead et qui porte le nom de la structure en palissandre construite par les mineurs pendant le conflit. La rébellion a entraîné la mort d'au moins 27 personnes, dont la majorité étaient des rebelles. 
La rébellion était le point culminant d'une période de désobéissance civile dans la région de Ballarat au cours de la ruée vers l'or au Victoria avec des mineurs qui s'opposaient aux coûts d'un permis de mineur, à la taxation via le permis sans représentation et aux actions du gouvernement, de la police et de l'armée,. La rébellion locale est issue d'un mouvement de la Ballarat Reform League et a abouti à l'érection par les rebelles d'une bataille brutale et à un siège rapide et meurtrier des forces coloniales. 

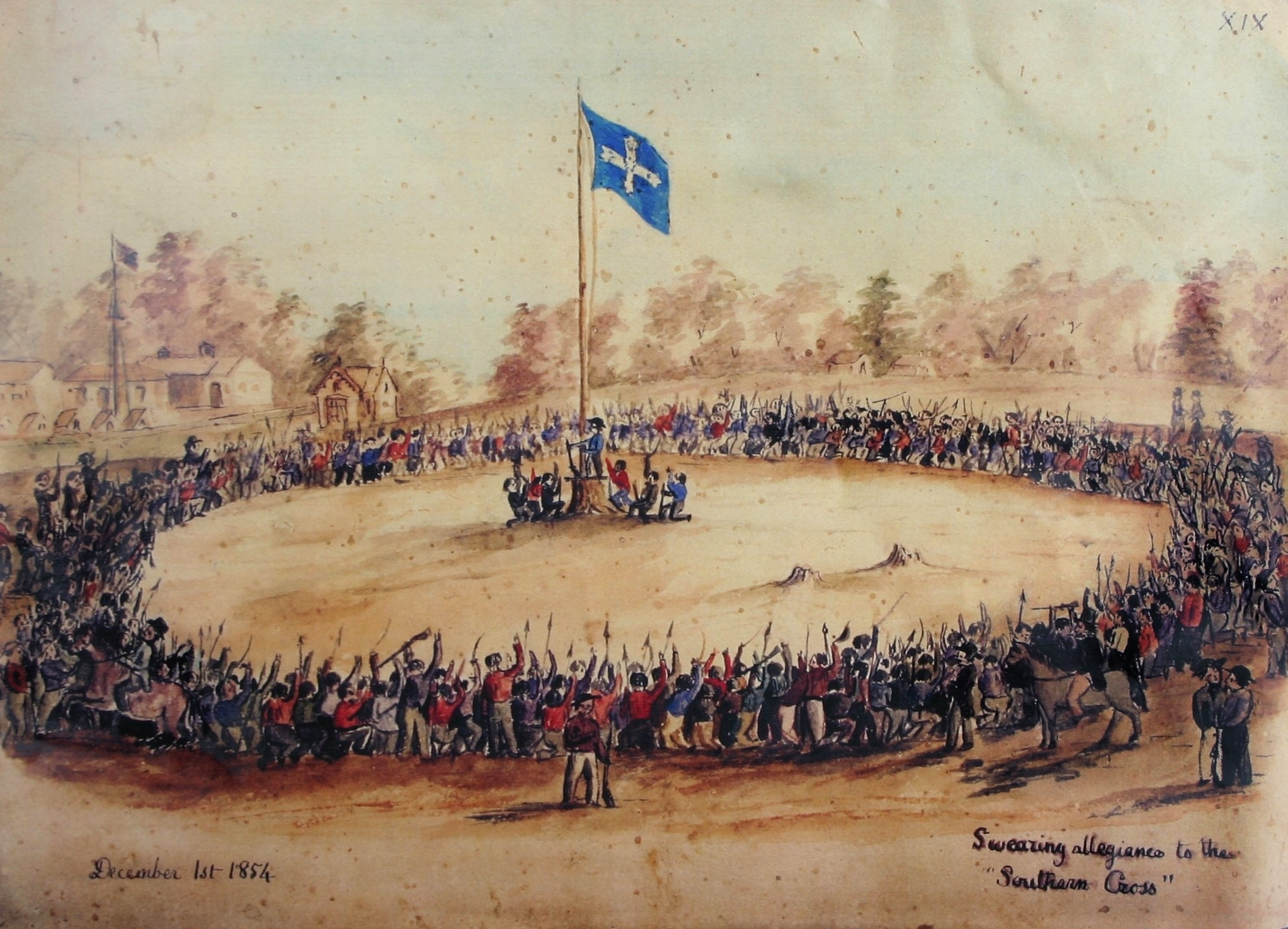
Jurer allégeance à la Croix du Sud, aquarelle de Charles Doudiet, galerie d'art de Ballarat.

Le drapeau blanc et bleu Eureka, qui aurait été conçu par un mineur canadien, le capitaine Henry Ross, ne portant que la Croix du Sud, a ensuite flotté pour la première fois (attesté) ; selon The Ballarat Times, qui mentionnait pour la première fois le drapeau une semaine plus tôt, le 24 novembre 1854, « vers onze heures, la 'Croix du Sud' était hissée et sa première apparition était un objet fascinant à voir ». Le drapeau aurait été cousu par Anastasia Hayes. Il aurait été influencé par des réalisations antérieures telles que le drapeau de la fédération australienne et, en geste de défi, le drapeau du Royaume-Uni, qui est repris sur le drapeau officiel de l'Australie en a délibérément été exclu. À l'époque, le drapeau Eureka était communément appelé le drapeau australien ou la Croix du Sud. The Age rapportait le 28 novembre « Le drapeau australien doit flotter triomphalement au soleil de son ciel bleu sans pareil, sur des milliers de fils adoptés par l'Australie » et le lendemain de la bataille « Ils se sont rassemblés autour du drapeau australien, qui a maintenant un état-major permanent ». 
Début décembre, le contingent de police de Ballarat avait été rejoint et surpassé en nombre par des soldats des garnisons britanniques à Victoria, notamment des détachements du 12e Régiment d'infanterie (East Suffolk) et du 40e (2d Somersetshire) Régiment d'infanterie. 
Le dimanche 3 décembre, à 3h00, un groupe de 276 soldats et policiers, placés sous le commandement du capitaine John W. Thomas, s'est approché de l'Eureka Stockade et une bataille s'est ensuivie
Il n'y a pas de consensus pour déterminer quel camp a tiré en premier, mais la bataille a été féroce, brève et terriblement unilatérale. L'armée délabrée des mineurs était surclassée par un régiment militaire et a été mise en déroute au bout de dix minutes environ. Au plus fort de la bataille, Lalor a reçu une balle dans le bras gauche, s'est réfugié sous du bois d'œuvre et a été évacué clandestinement de la palissade et s'est caché. Son bras a ensuite été amputé. 
Les récits racontent comment des femmes ont couru vers l'avant et se sont jetées sur les blessés pour empêcher d'autres meurtres aveugles. La commission d'enquête dira plus tard qu'il s'agissait « d'un sacrifice inutile et sans pitié de la vie humaine, frappant aveuglement innocents et coupables, et qu'après tout, la résistance avait disparu ». Au début de la bataille "le capitaine" Henry Ross a été abattu. Selon le rapport de Lalor, quatorze mineurs (principalement irlandais) sont morts à l'intérieur de la palissade et huit autres sont décédés plus tard des suites de leurs blessures. Une douzaine d'autres ont été blessés mais se sont rétablis. Trois mois après l'Eureka Stockade, Peter Lalor a écrit « Les brutalités inhumaines pratiquées par les troupes étant si connues, il est inutile que je les répète. Il y a eu 34 victimes parmi les mineurs, dont 22 sont décédées. La proportion inhabituelle de morts et de blessés est due à la boucherie de l'armée et des soldats après la reddition ».   
Pendant la bataille, l'agent de police John King a enlevé le drapeau Eureka. À 8h00, le capitaine Charles Pasley, commandant en second des forces britanniques, écœuré par le carnage, a sauvé un groupe de prisonniers de la baïonnette et a menacé de tirer sur tout policier ou tout soldat poursuivant le massacre. L'aide précieuse de Pasley a été reconnue dans les dépêches imprimées et déposées devant le Conseil législatif victorien.  
Cent quatorze mineurs, dont certains blessés, ont été emmenés vers le camp du gouvernement à environ deux kilomètres de là, où ils ont été placés dans une cellule surpeuplée, avant d'être transférés dans une grange plus spacieuse le lundi matin.  

## Estimation du nombre de morts
Parmi les soldats et la police, six ont été tués, y compris le capitaine Wise. La loi martiale a été imposée et toute la résistance armée s'est effondrée. La nouvelle de la bataille se propagea rapidement à Melbourne et dans d'autres régions aurifères, transformant une victoire militaire présumée du gouvernement dans la répression d'une insurrection mineure en un désastre en relations publiques. Des milliers de personnes à Melbourne ont condamné les autorités, au mépris de leur maire et de certains conseillers législatifs, qui avaient tenté de rallier un soutien au gouvernement. À Ballarat, un seul homme a répondu à l'appel de constables spéciaux mais à Melbourne, 1 500 d'entre eux ont été assermentés et armés de matraques. De nombreuses personnes ont exprimé leur soutien aux réformes demandées par les mineurs.  
Alors que l'on pensait que tous les morts à Eureka étaient des hommes, les recherches de l'historienne Clare Wright précisent qu'au moins une femme a perdu la vie lors du massacre. Les recherches de Wright détaillent le rôle important des femmes dans les mines d'or et dans le mouvement de réforme. Son livre, Forgotten Rebels of Eureka, relate comment Charles Evans dans son journal décrit les funérailles d'une femme qui a été massacrée sans pitié par un soldat monté alors qu'elle plaidait pour la vie de son mari lors du massacre d'Eureka. Son nom, le destin et l'identité de son mari restent inconnus.

## Peter Lalor

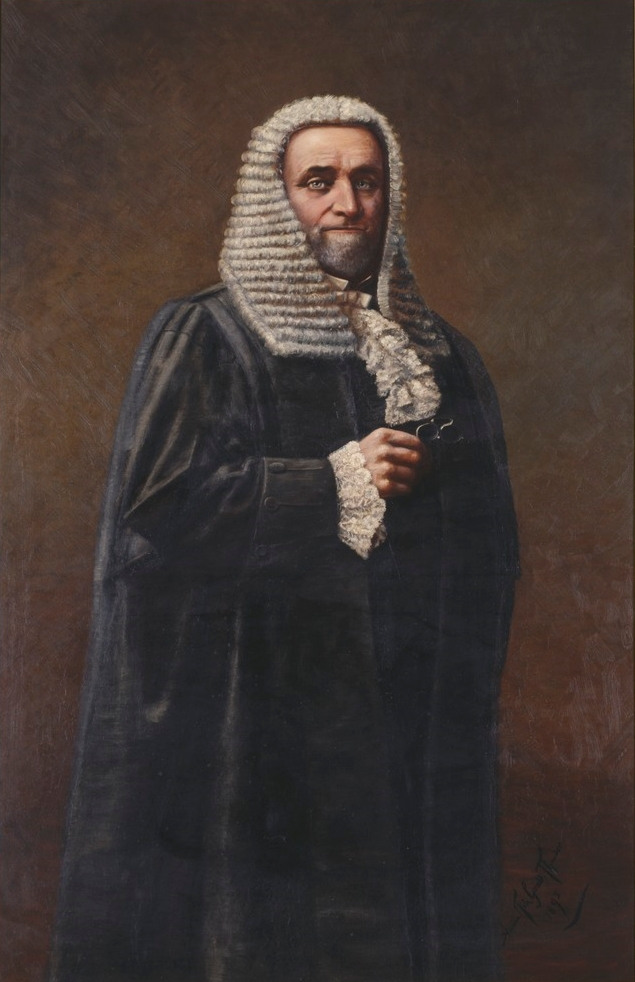
Le chef d'Eureka, Peter Lalor, sera plus tard président de la Chambre à l'Assemblée législative de Victoria. Seul son bras droit est visible, son bras gauche ayant été amputé à la suite de la bataille d'Eureka.

Après la bataille, l'Irlando-Australien Peter Lalor, chef des rebelles, a écrit dans une déclaration aux colons de Victoria « Il y a deux choses liées à la récente épidémie (Eureka) que je regrette profondément. La première est que nous n'aurions pas dû être forcés de prendre les armes ; et la seconde est que, lorsque nous avons été obligés de prendre le contrôle de notre propre défense, nous n'avons pas pu (faute d'armes, de munitions et d'un peu d'organisation) infliger aux véritables auteurs de la flambée la punition qu'ils méritaient tant ». 
Lalor représenta Ballaarat aux élections de 1855 et fut élu sans opposition. 

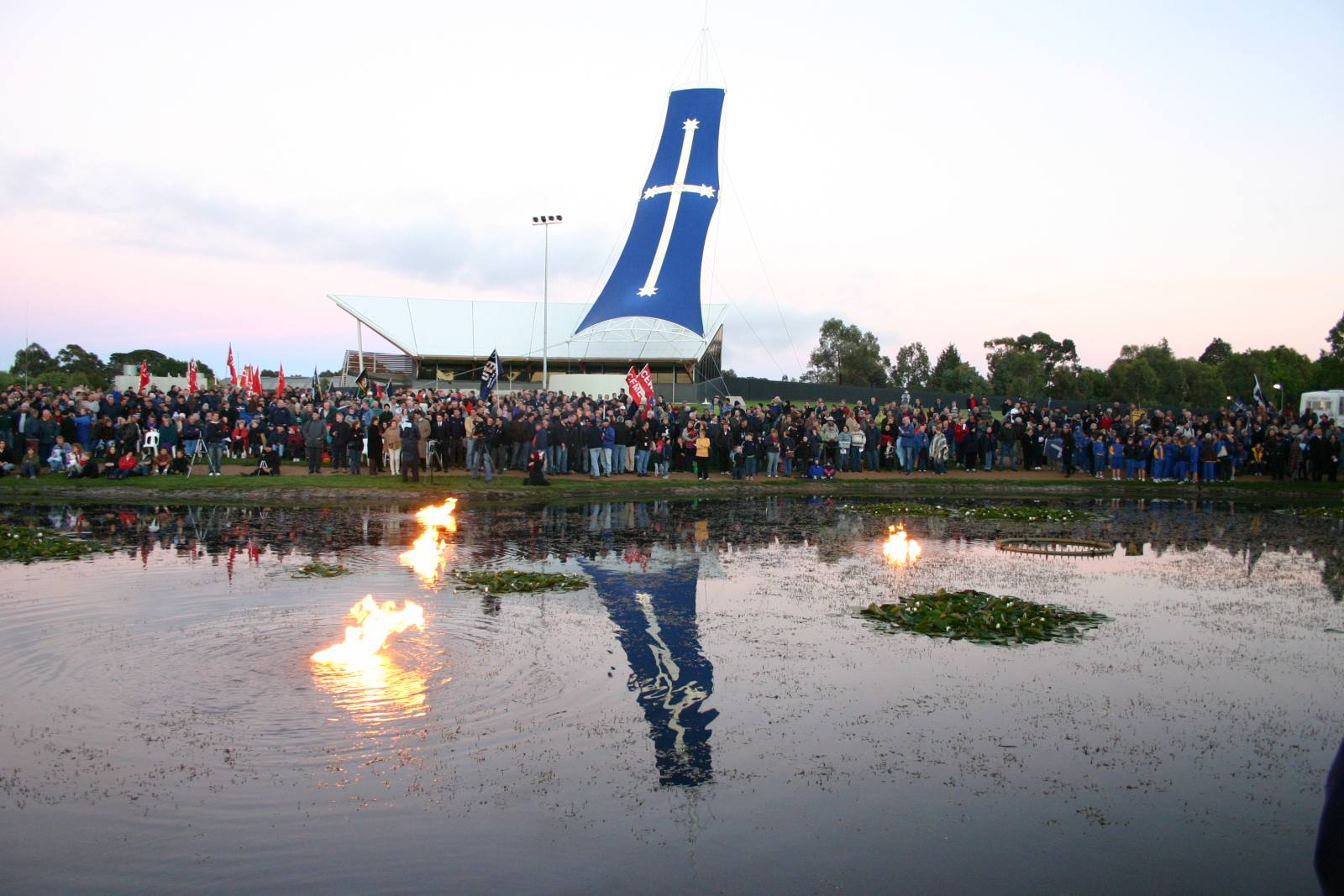
Commémoration officielle du anniversaire au Centre Eureka, le 3 décembre 2004.

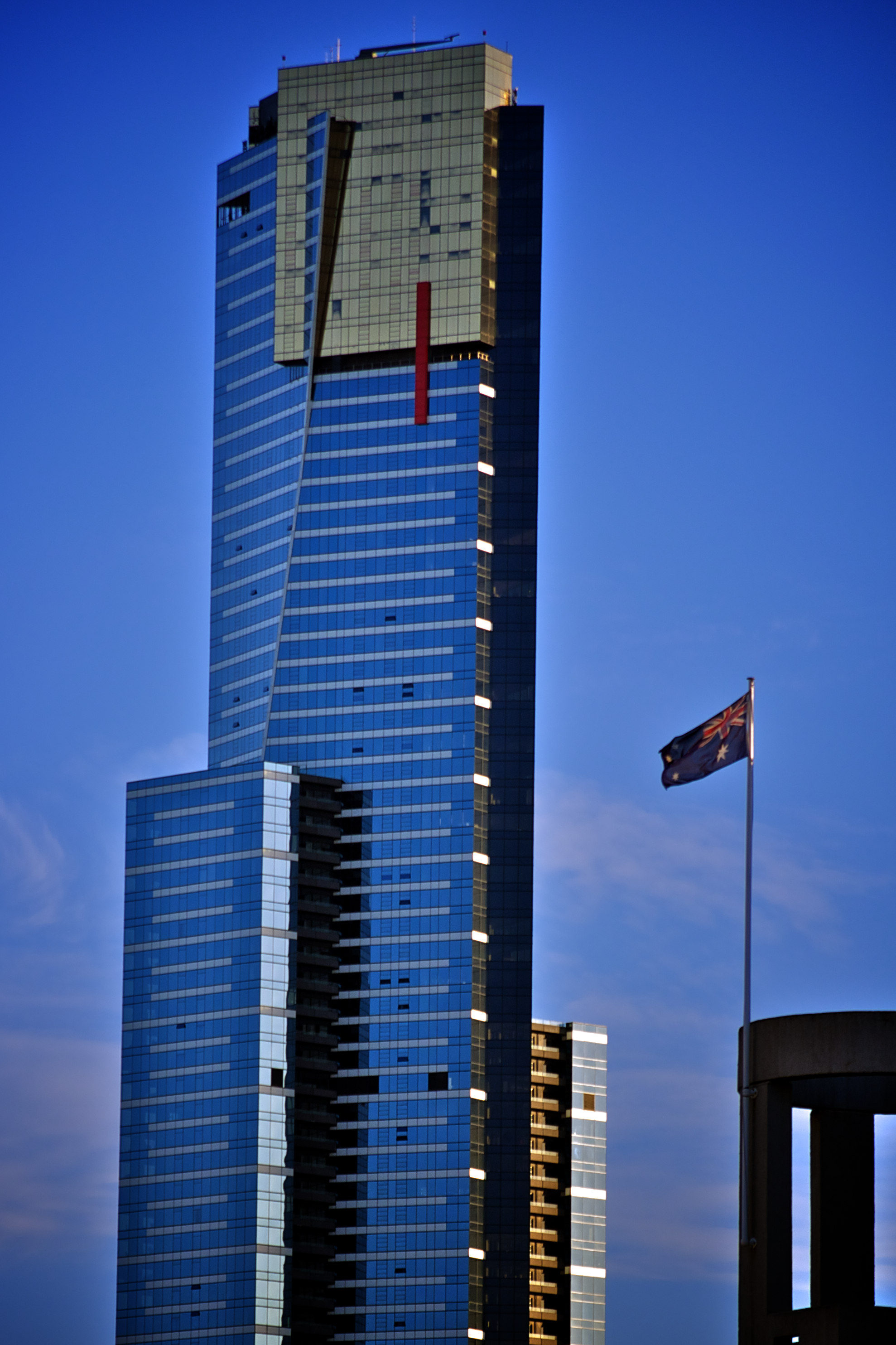
La conception de la tour Eureka de Melbourne fait référence à la révolte Eureka, par l'utilisation de verre bleu et de rayures blanches pour symboliser à la fois le drapeau Eureka, un bâton de mesure d'arpenteur et une couronne en verre doré avec une rayure rouge représentant le sang versé sur le champ aurifère.

## Voir également
- Drapeau australien
- Drapeau Eureka
- Histoire de Victoria
- Darwin Rebellion